# T-kryds
Et T-kryds er et vejkryds, hvor en vej ender ved mødet med en anden vej.
På et kort, hvor den gennemgående vej vises vandret, vil krydset ligne et T, heraf navnet.
Hvis tre veje mødes, uden at nogen fortsætter forbi krydset i samme retning, kaldes det et Y-kryds efter samme princip som nævnt ovenfor.

## Vigepligt
I et T-kryds gælder højrevigepligt, medmindre andet er angivet med hajtænder eller skiltet med hvid trekant på pidsen med rød kant. Dette gælder typisk for en lille vej, der møder en større vej. En markvej eller anden grusvej, der møder asfaltvej i et T-kryds har altid ubetinget vigepligt. Har vejene samme størrelse og er små, kan der være højrevigepligt, hvilket oftest findes i villakvarterer og andre mindre vejsystemer. Ved større veje er vigepligten ofte lysreguleret.
Hvis der bygges et forbindelsesanlæg med broer, så trafikken kan foregå i flere niveauer, kan et T-kryds laves uden vigepligt. Det er tilfældet for flere danske motorvejskryds, hvor to motorveje mødes i et T-kryds.